# Лемешенко Євгеній Олегович
Євге́ній Оле́гович Лемеше́нко — український військовослужбовець. Учасник російсько-української війни. Герой України (посмертно).

## Життєпис
Народився 5 жовтня 1995 року у Світловодську на Кіровоградщині, а в 1998 році з родиною переїхав у Фастів на Київщині.
Навчався Євген у ЗОШ І-ІІІ ступенів № 3, 11 класів якої закінчив у 2013 році.
З дитинства займався рукопашним боєм у громадській організації "Молодіжному військово-патріотичному спортивному клубі «Каскад»" (м. Фастів). Саме там він здобув бойові навички, які допомогли йому в армії. На змаганнях від клубу він неодноразово виборював нагороди. З часом став інструктором з рукопашного бою і проводив заняття з дитячими групами.
Пластун, склав присягу 18 травня 2013 в Києві. Став очільником осередку у Фастові на Київщині. Був виховником в пластовому гуртку, проводив різноманітні пластові заходи та брав участь у заходах всеукраїнського рівня, зокрема в "Легіоні".
Здобув вищу освіту інженера механіка у Національному університеті харчових технологій та вчителя фізкультури Національному університеті імені Григорія Сковороди.
У вересні 2021 почав працювати вчителем фізичної культури та спорту в Фастівській ЗОШ№ 7.
З початком повномасштабного вторгнення зголосився добровольцем до 208-го батальйону ТРО. Згодом продовжив службу в 250-му батальйоні ТРО в розвідувальному взводі. Навіть коли вже був у ТрО, знаходив час приїхати до клубу й проводити тренування для дітей. Але після переходу до ССО часу на це зовсім не стало. Хоча, якщо випадали 1–2 вихідні, він усе одно приїжджав, щоб потренуватися з дітьми. Після здачі Q-курсу ССО розпочав службу в 73-му Центрі ССО, де став командиром групи .
У березні 2024 року старшина 2 статті очолив групу спецпризначення 2 команди 1 загону 73 морського центру ССО, яка успішно виконувала завдання в дельті Дніпра. В квітні 2024-го року, завдяки його вмілому керівництву, група знищила ворожі позиції на одному з островів поблизу н.п. Берегове (Херсонська обл.). Також під його командуванням була зірвана висадка ворожого десанту біля н.п. Велетенське (Херсонська обл.), що змусило противника відступити, зірвавши плани ворога щодо просування в напрямку правого берега Дніпра.
У травні 2024 група під керівництвом Євгена подолала мінні загородження противника на узбережжі острова Нестрига, зачистила територію та захопила зразки ворожого озброєння. Вночі непомітно завела 12 бійців дружнього підрозділу, таким чином без жодного пострілу взявши під контроль узбережжя й покращивши позиції для подальшого просування.

## Загибель
У вересні 2024 група спецпризначення, до складу якої входив Євгеній, отримала завдання провести розвідку лісу поблизу села Обухівка (Курська обл.) і влаштувати засідку для техніки противника на дорозі. Під час виконання завдання Євгеній помітив трьох військових ворога, першим відкрив вогонь з одноразового гранатомета, подавши приклад решті групи. Головний дозор знищили. Проте відразу почався артилерійський обстріл і атака дронами, внаслідок чого був поранений оператор групи. Євгеній надав йому медичну допомогу і підготував евакуацію, тим часом ворог почав штурм їхніх позицій. Сили були нерівні, тому прийняли рішення відступити. Під час відходу Євгеній прикривав вогнем побратимів, даючи їм змогу вивести пораненого, але сам отримав смертельне поранення.
Загинув 15 вересня 2024 під час виконання бойового завдання в селі Обухівка Кореневського району Курської області. Лише наступної ночі побратими змогли забрати його тіло
Похорон відбувся 21 вересня 2024 у Фастові.
Залишилися мама, батько, брат, кохана дівчина.

## Нагороди
- звання Герой України з удостоєнням ордена «Золота Зірка» (6 лютого 2025, посмертно) — за особисту мужність і героїзм, виявлені у захисті державного суверенітету та територіальної цілісності України, самовіддане служіння Українському народові[7]